# Acid Black Cherry 2010 Live “Re:birth”〜Live at OSAKA-JO HALL〜"
『Acid Black Cherry 2010 Live “Re:birth”～Live at OSAKA-JO HALL～』（アシッドブラックチェリー にせんじゅう ライブ リバース）は、日本のバンド、Janne Da ArcのボーカリストのyasuのソロプロジェクトであるAcid Black Cherryのライブビデオ。

## 概要

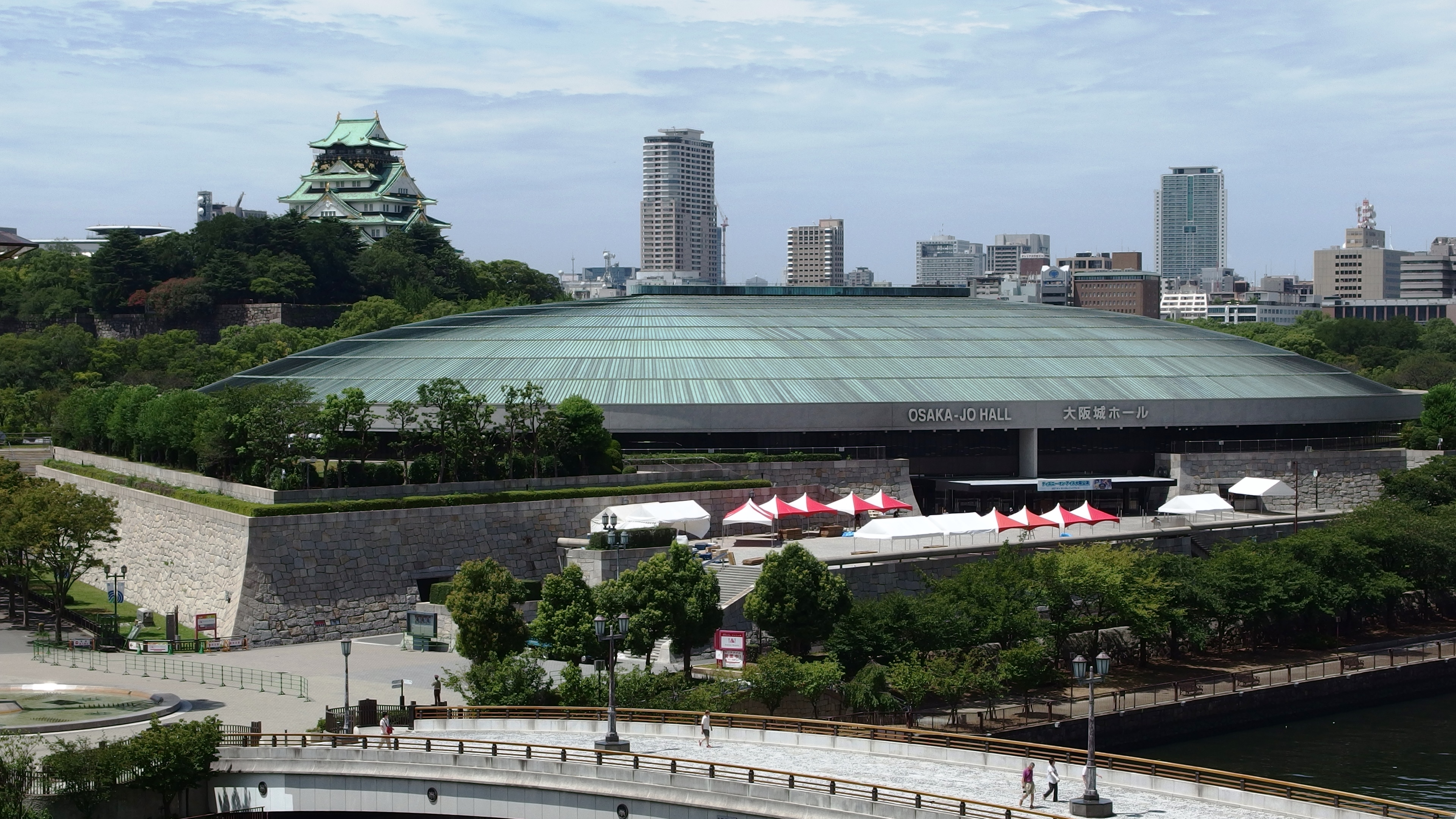
大阪公演の会場となった大阪城ホール

- 2010年9月に開催されたライブツアー、Acid Black Cherry 2010 Live “Re:birth”の大阪城ホール公演の模様が収録されている。
- 横浜アリーナ公演盤＋大阪城ホールの2公演収録盤(DVD4枚組)、横浜アリーナ公演盤、大阪城ホール公演盤全3形態で発売された。
- 大阪城ホール公演盤にはツアーオフショット映像は収録されていない。
- 各形態の初回盤には それぞれのライブフォトブックレットが封入されている。
- 大阪城ホールのライヴ映像において、マスターテープ作成時に、コンピューター上のシステムトラブルが発生で、制作者の意図とは異なる編集内容になってしまっている事が判明し、大阪城ホール公演盤は希望者のみ回収交換となった。具体的には、マスターテープの各撮影カットの映像編集ポイントが、意図した映像と比べ約9フレーム（約0.3秒）のズレが生じていたということであった。
- 修正したマスターによる商品は2011年2月17日からの販売となった。

## 収録曲
Disc1
1. scar
2. I'm not a ghost
3. SPELL MAGIC
4. 少女の祈り
5. 1954 LOVE/HATE
6. sins
7. ジグソー
8. 眠り姫
9. 優しい嘘
10. 冬の幻
11. Re:birth
12. チェリーチェリー
13. 黒い太陽
14. 罪と罰～神様のアリバイ～
15. cord name【JUSTICE】

Disc2
1. 愛してない 〜Acoustic version〜 [Encore]
2. この青空の向こうに [Encore]
3. 君がいるから [Encore]
4. Prologue End [Encore]
5. Black Cherry[W Encore]
6. DRAGON CARNIVAL[W Encore]
7. DOCUMENTARY OFF SHOT ～2010 Live “Re:birth”～(20分収録)